# Eathiestrobus
Eathiestrobus mackenziei — викопна шишка сосни, знайдена в глиняній формації Кіммерідж (верхня юра) поблизу Іті, на Чорному острові в Шотландії. Це найстаріша викопна сосна, відома на даний момент.

## Морфологічний опис
Голотип Eathiestrobus mackenziei складається з неповної насіннєвої шишки завдовжки 8 см. Він зберігається в Хантеріанському музеї та художній галереї в Глазго, і спочатку був ідентифікований як Pityostrobus, але пізніше повторно досліджений і перекласифікований як новий рід і вид.

## Значущість
Eathiestrobus розширює літопис скам’янілостей родини Pinaceae приблизно на 20 мільйонів років. Найдавніші викопні сосни до того були відомі з ранньої крейди (Pinus yorkshirensis і Pityostrobus californensis). Eathiestrobus також був важливим, оскільки він прояснив характеристики насіннєвих шишок Pinaceae, що полегшило ідентифікацію членів родини в літописі скам’янілостей.